# Kortejärvi (sjö i Sievi, Norra Österbotten)
Kortejärvi är en sjö i kommunen Sievi i landskapet Norra Österbotten i Finland. Sjön ligger 93,4 meter över havet. Arean är 77 hektar och strandlinjen är 7,49 kilometer lång. Sjön  ingår i Kalajoki älvs huvudavrinningsområde.   Den ligger omkring 130 kilometer söder om Uleåborg och omkring 410 kilometer norr om Helsingfors. 